# Стара Весь (гміна Пугачів)
Стара Весь (пол. Stara Wieś) — село в Польщі, у гміні Пухачув Ленчинського повіту Люблінського воєводства.
Населення — 221 особа (2011).
У 1975-1998 роках село належало до Люблінського воєводства.

## Демографія
Демографічна структура станом на 31 березня 2011 року:
|          | Загалом | Допрацездатний вік | Працездатний вік | Постпрацездатний вік |
| -------- | ------- | ------------------ | ---------------- | -------------------- |
| Чоловіки | 106     | 28                 | 70               | 8                    |
| Жінки    | 115     | 25                 | 64               | 26                   |
| Разом    | 221     | 53                 | 134              | 34                   |